# Однополые браки на Кубе
Однополые браки на Кубе разрешены с 27 сентября 2022 года, после того как большинство избирателей одобрили легализацию однополых браков на референдуме за два дня до этого.  Конституция Кубы запрещала однополые браки до 2019 года, пока в мае 2019 года правительство объявило о планах их легализации. Проект семейного кодекса, содержащий положения, разрешающие однополым парам вступать в брак и усыновлять детей, был одобрен Национальной ассамблеей народной власти 21 декабря 2021 года. Текст находился на стадии публичных слушаний до 6 июня 2022 года и был утверждён Ассамблеей 22 июля 2022 года. На референдуме, проведенном 25 сентября 2022 года, эта мера была одобрена двумя третями избирателей. Президент Мигель Диас-Канель подписал новый семейный кодекс в качестве закона 26 сентября, и он вступил в силу после публикации в Official Gazette на следующий день.  
Куба стала первым независимым государством в Карибском бассейне, восьмой страной в Латинской Америке, первым коммунистическим государством, вторым из бывшего Восточного блока (за исключением Восточной Германии) и 32-й страной в мире, легализовавшей однополые браки.

## Гражданские союзы
Впервые закон о гражданских союзах был предложен в 2007 году. Сообщается, что законопроект обсуждался в Национальной ассамблее народной власти и продвигался Мариэлой Кастро, руководительницей Национального центра сексуального образования и дочерью первого секретаря Коммунистической партии Рауля Кастро. Законопроект не прошёл голосование в парламенте, хотя Мариэла Кастро заявила, что его поддержал её отец. 
Семейный кодекс Кубы 2022 года, вынесенный на референдум 25 сентября 2022 года, включает положения, позволяющие парам заключать гражданские союзы (uniones de hecho afectivas).  

## Однополые браки

### Попытки изменить Конституцию
Статья 36 Конституции Кубы, принятой в 1976 году, определяла брак как «добровольно установленный союз между мужчиной и женщиной» до 2019 года. Эта формулировка конституционно запрещала однополые браки. В декабре 2017 года ЛГБТ-группы начали публичную кампанию за отмену запрета. 4 мая 2018 года Мариэла Кастро заявила, что предложит поправку к Конституции и сопутствующие меры для легализации однополых браков, поскольку процесс конституционной реформы должен был начаться в июле 2018 года. 21 июля секретарь Государственного совета Омеро Акоста Альварес заявил, что в проект конституции включено положение, определяющее брак как «союз между двумя людьми». Национальная ассамблея утвердила проект 22 июля. В период с 13 августа по 15 ноября 2018 года по нему проводились публичные слушания.      
Вопрос об однополых браках привёл к редким общественным дебатам и организационным мероприятиям на Кубе. В июне 2018 года пять христианских конфессий объявили однополые браки «противоречащими духу коммунистической революции». В ходе того, что было названо «войной плакатов», как противники, так и сторонники однополых браков вывесили сотни плакатов по всей Гаване. В сентябре 2018 года, после того как консерваторы выступили против предложения легализовать однополые браки, президент Мигель Диас-Канель объявил о своей поддержке однополых браков в первом интервью после вступления в должность в апреле, заявив в интервью телеканалу Telesur, что он поддерживает «брак между людьми без каких-либо ограничений», и выступает за «устранение любого вида дискриминации в обществе».  
18 декабря конституционная комиссия исключила из проекта определение брака. Вместо этого комиссия решила использовать гендерно-нейтральный язык и определить брак как «социальный и правовой институт» без привязки к гендеру сторон. Это означало, что новая конституция не легализует однополые браки, но в то же время запрет на них будет отменён. Мариэла Кастро заявила, что вместо этого однополые браки будут легализованы путём внесения изменений в Семейный кодекс. В статье для Havana Times обозреватель и правозащитник Луис Рондон Пас утверждал, что правительство никогда не намеревалось легализовать однополые браки, а вместо этого стремилось отвлечь внимание от других внутренних проблем и продвигать себя на международном уровне как прогрессивное государство. 
Новая конституция была одобрена на референдуме 90,6% голосов 24 февраля 2019 года и вступила в силу 10 апреля того же года. Статья 82 гласит: 

Брак является социальным и юридическим институтом. Это одна из форм организации семьи. Он основан на свободном согласии и равенстве прав, обязанностей и правоспособности супругов. Порядок его заключения и последствия определяются законом.—  (исп.) Constitución de la República de Cuba Архивировано 1 сентября 2019 года.

### Изменения в Семейном кодексе
До легализации однополых браков в сентябре 2022 года статья 2 Семейного кодекса Кубы ограничивала брак «мужчиной и женщиной». Она также не признавала однополые браки, заключённые за пределами Кубы. 
В начале марта 2019 года, вскоре после конституционного референдума, правительство запустило процесс публичных слушаний по новому семейному кодексу, который будет включать положения, признающие однополые браки. В мае 2019 года было объявлено, что Национальный союз юристов Кубы работает над новым кодексом, при этом источник заявил, что «сегодня Куба работает над созданием нового Семейного кодекса с задачей включить в него разнообразие семейных институтов и проблемы социального сценария». Проект семейного кодекса, легализующего однополые браки, был представлен в сентябре 2021 года. Статья 66 кодекса описывает брак как «союз двух людей по обоюдному согласию», а статьи 30 и 31 легализуют усыновление детей однополыми парами. Кодекс был единогласно одобрен Национальной ассамблеей 21 декабря 2021 года и опубликован в Official Gazette 13 января 2022 года.
Текст находился на публичных слушаниях с 15 февраля по 6 июня 2022 года. По официальным данным, по всей Кубе было проведено 79 000 народных собраний, в которых приняли участие около 6,5 миллионов граждан. Правительство сообщило, что 61% ответов на слушаниях были в пользу однополых браков. В процессе слушаний некоторые ЛГБТ-активисты критиковали проведение референдума по вопросу однополых браков, утверждая, что права меньшинств не должны выноситься на всеобщее голосование. Правительство заявило, что не хочет навязывать однополые браки силой против воли общества. Наряду с легализацией однополых браков и усыновления, кодекс обеспечит большую защиту детей и подростков, совместную ответственность родителей за их воспитание и строгое равенство прав мужчин и женщин. Он также гарантирует право несовершеннолетних не быть объектом изоляции, насилия или родительского пренебрежения и устанавливает единый брачный возраст в 18 лет для мужчин и женщин.
Окончательное утверждение Ассамблеей произошло 22 июля 2022 года, а 25 сентября 2022 года кодекс был вынесен на референдум. Приблизительно 67% избирателей одобрили изменения в кодексе, в результате чего Куба стала первым коммунистическим государством, легализовавшим однополые браки, и 32-м в мире. Президент Диас-Канель подписал новый кодекс в качестве закона 26 сентября, и он вступил в силу на следующий день, когда он был опубликован в Official Gazette.  

### Религиозные обряды
Пастор Метропольной общинной церкви в Матансасе провёл церемонию бракосочетания Луиса Альберто Вальехо Родригеса и Луиса Мигеля Фернандеса Невеса 6 октября 2019 года, что считается первой церковной свадьбой однополой пары на Кубе, хотя на тот момент брак не имел юридического признания.

## Общественное мнение
Опрос общественного мнения, проведённый Apretaste в 2019 году, показал, что 63,1% кубинцев выступают за легализацию однополых браков, а 36,9% — против. 